# Perego
Perego (lombardul: Peregh) település Olaszországban, Lombardia régióban, Lecco megyében. Lakosainak száma 1818 fő (2013. december 31.). Perego Missaglia, Rovagnate, Montevecchia és Sirtori községekkel határos.

## Népesség
A település lakossága az elmúlt években az alábbi módon változott:

| 2013 | 1 818 |